# Standfussiana wiskotti
Standfussiana wiskotti là một loài bướm đêm thuộc họ Noctuidae. It is only found above the tree-line in Anpơ in Thụy Sĩ, Pháp, Ý và Áo. It is found to heights of up to 3,500 mét.
Sải cánh dài 35–44 mm. Con trưởng thành bay từ tháng 7 đến tháng 8 tùy theo địa điểm.
Ấu trùng ăn nhiều loại cây thân thảo.